# CBM-4000-Serie

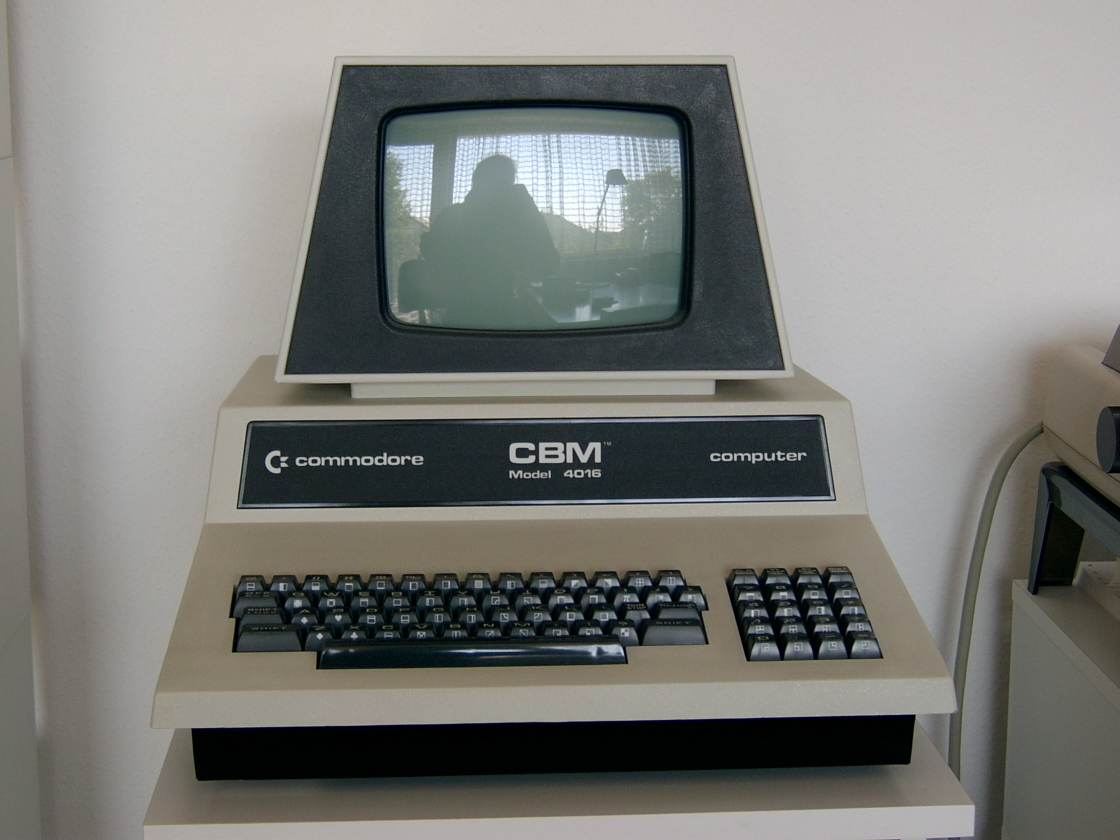
CBM 4016 (THIN-Version)

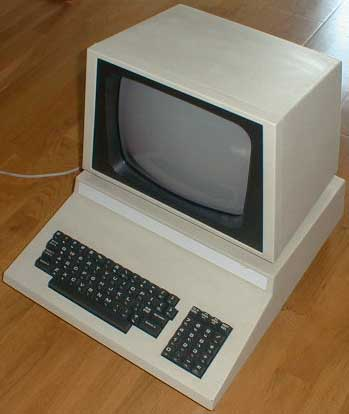
CBM 4016 (FAT-Version)

Die 4000er-Serie ist die Nachfolgerserie des PET 2001 bzw. der CBM-3000-Serie von Commodore. Wie dort arbeitet ein MOS Technology 6502 mit 1 MHz Taktfrequenz als CPU.
Der Computer verfügte über die BASIC-Version 4.0, die im Gegensatz zu seinem Vorgänger um einige Diskettenbefehle erweitert worden ist.
Es gab von jedem Modell, außer dem 4064, eine THIN- und FAT-Version. Der Unterschied bestand darin, dass die THIN-Version nicht erweiterbar war und nur einen 9"- statt eines 12"-Monitors integriert hatte. Die FAT-Version konnte durch einiges Umlöten (über 20 Löt-Jumper plus Video-RAM-Vergrößerung) auf 80 Zeichen erweitert werden und wurde dadurch praktisch zu einem 8000er.
Die THIN-Version war also hardwaremäßig identisch mit der Vorgängerversion 3000er, hatte aber schon das neue BASIC; die FAT-Version verfügte außerdem schon über die Platine der späteren 8000er, und deren Monitor, Letzterer wurde aber mit 40 Zeichen betrieben.
Es gab folgende Modelle:
- 4008 mit 8 KB RAM und 40 Zeichen
- 4016 mit 16 KB RAM und 40 Zeichen
- 4032 mit 32 KB RAM und 40 Zeichen
- 4064 mit 64 KB RAM und 40 Zeichen

Der 4064 war als Schul-Version des C64 gedacht, daher auch manchmal als C4064 bezeichnet, und hatte dessen Platine und BASIC, allerdings auf Monochrom-Ausgabe umgestellt und auch diverse Software-Unterschiede, die ihn inkompatibel sowohl zum C64 als auch zu den anderen 4000ern machten. Er war ein Misserfolg.
An Software standen u. a. die Textverarbeitung Wordpro und die Tabellenkalkulation Visicalc zur Verfügung. Neben dem CBM-BASIC Version 4.0 ließ sich zur Programmierung der Pascal-Compiler TCL-Pascal einsetzen. Außerdem war wie bei der CBM-3000-Serie eine Programmierung des Prozessors 6502 in Assembler leicht möglich. Zum Commodore-BASIC gab es Erweiterungen mit vielen nützlichen Befehlen, die in einem oder zwei ROMs (maximal 8 KByte) geliefert und in freie Stecksockel auf der Platine eingesetzt wurden.
Zu diesen Rechnern gehörte noch eine passende Palette an Peripheriegeräten, insbesondere Diskettenlaufwerke und Drucker.